# Мертва точка
Ме́ртва то́чка (англ. dead centre) — одне з крайніх положень поршня у момент його вертально-поступного руху в циліндрі поршневої машини (двигуна або компресора), конструкція якої реалізована на базі кривошипно-шатунного (корбово-гонкового) механізму. У момент перебування поршня у мертвій точці, напрям його руху змінюється на протилежний, а швидкість руху дорівнює нулю. Мертві точки мають місце і в інших типах механізмів, призначених для перетворення обертального руху у поступальний чи коливний (див., наприклад, шотландський механізм).

## Загальна характеристика
Існують дві мертві точки: верхня мертва точка і нижня мертва точка.

### Верхня мертва точка
Верхня мертва точка (ВМТ) (англ. top dead centre; TDC) — положення поршня в циліндрі, що відповідає максимальній відстані між довільною точкою поршня та віссю обертання колінчастого вала (умовно початкове положення колінчастого вала, 0° повороту кривошипа).
Відносно верхньої мертвої точки визначається кут випередження запалювання у бензинових двигунах внутрішнього згоряння.
На маховику положення ВМТ поршня першого циліндра маркується або запресованою кулькою, або стрілкою, з написом (напр., «ВМТ»). Виставити поршень в положення ВМТ можна, добившись збігання мітки зі стрілкою у вікні на кожуху муфти зчеплення. Ця процедура проводиться при ремонті двигуна при встановленні ланцюга (зубчастого ременя) приводу розподільного вала, регулюванні (визначенні) кута випередження запалювання чи регулюванні зазорів у механізмі урухомлення клапанів.

### Нижня мертва точка
Нижня мертва точка (НМТ) (англ. bottom dead centre; BDC) — положення поршня у циліндрі, що відповідає мінімальній відстані між довільною точкою поршня й віссю обертання колінчастого вала. Рух поршня нижче НМТ неможливий у зв’язку з кінематикою кривошипно-шатунного механізма.
Особливістю є те, що при зупинці поршня двигуна у мертвій точці, для початку руху потрібен зовнішній вплив. Для уникнення заклинювання двигуна у ВМТ застосовуються різні методи:
- застосування декількох циліндрів, мертві точки яких розведені на різні положення колінчастого вала;
- у паровозах з компаунд-машиною — використовувались спеціальні схеми паророзподілу;
- для згладжування моментів проходження мертвих точок при роботі двигуна використовуються махові колеса.

## Інші визначення, пов'язані з поняттям «мертва точка»
Відстань, що її проходить поршень від однієї мертвої точки до іншої, називається ходом поршня. Переміщення поршня від однієї мертвої точки до іншої спричинює повертання колінчастого вала на півоберта. Об'єм простору над поршнем у положенні його у ВМТ називають об'ємом камери згоряння (стискання), а об'єм над поршнем, коли він перебуває у НМТ, — повним об'ємом циліндра. Об'єм, що вивільнюється поршнем, коли той переміщується від ВМТ до НМТ, становить робочий об'єм циліндра (літраж).
Відношення повного об'єму циліндра до об'єму камери згоряння називають ступенем стиску, яка показує, у скільки разів зменшується об'єм суміші (або повітря), що міститься в циліндрі, коли поршень переміщується від НМТ до ВМТ.